# التهاب غدة ليمفاوية

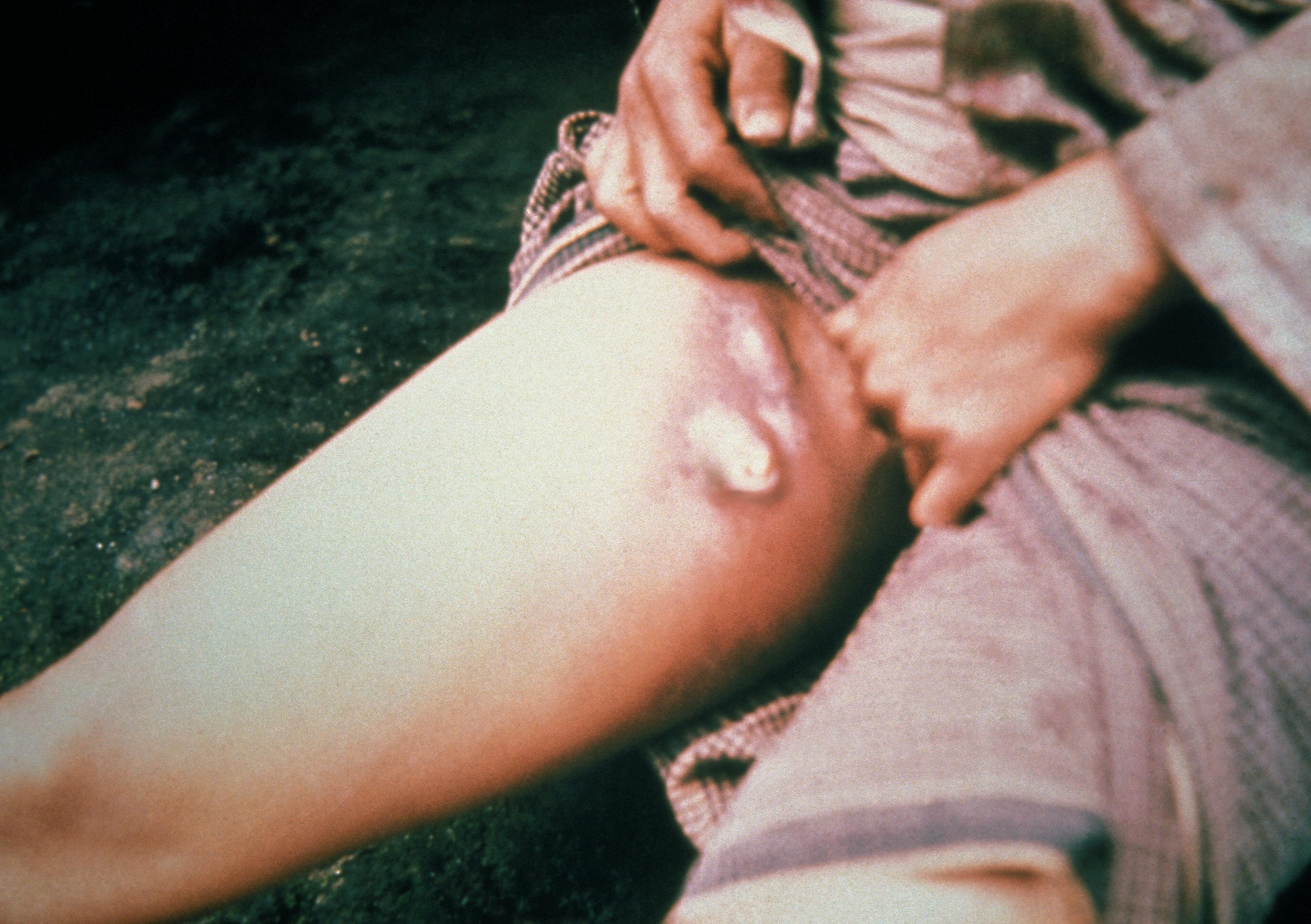
التهابات بغدد ليمفاوية في الساق, سببها طاعون دملي (طاعون عقدي لمفي التهابي).

التهاب غدة ليمفاوية أو ورم الغدد المغبنية أو تضخم عقدي لمفي التهابي أو دَبْل (بالإنجليزية: Bubo)‏ (من الإغريقية βουβών, boubôn وتعني, "أصل الفخذ أو المغبن") وهو عبارة عن تورم وتضخم في العقد الليمفية. يوجد التهاب الغدد الليمفاوية في عدد من حالات العدوى مثل الطاعون الدملي والسيلان وداء الكلاميديا في الورم الحبيبي الليمفي المنقول جنسيا والسل والقرحة اللينة والزهري. يشبه التهاب الغدد الليمفاوية من حيث المظهر بثرة ضخمة ويظهر عادة تحت الإبط وفي أصل الفخذ (المغبن) أو العنق.